# Таганрогский государственный литературный и историко-архитектурный музей-заповедник
Таганрогский государственный литературный и историко-архитектурный музей-заповедник / ТГЛИМАЗ — объединение на базе литературного и краеведческого музеев.

## История музея
Создан в 1981 году. Общая площадь образования более 5000 кв. м. Фонды насчитывают более 280 тысяч единиц хранения. Каждый из входящих в объединение музеев создавался в разное время и имеет свою историю.

## Структура музея

### Литературная часть объединения
- Литературный музей А. П. Чехова расположен в здании бывшей мужской классической гимназии. Здесь учился писатель А. П. Чехов. Музей был открыт 29 мая 1935 года. В экспозиция музея представлены материалы о жизни и творчестве Антона Павловича Чехова.  Экспозиция включает в себя около 1600 экспонатов.
- Мемориальный музей «Домик Чехова» —  дом, в котором родился А. П. Чехов. В 1926 году здесь открылась первая музейная экспозиция, посвященная жизни писателя.
- Музей «Лавка Чеховых». Музей расположен в доме,  который семья Чеховых арендовала с 1869 по 1874 год. Магазин семьи Чеховых былна первом этаже, а на втором жила семья. А. П. Чехов прожил здесь с 9 до 14 лет. Музей в доме открыт 3 ноября 1977 года.
- Музей И. Д. Василенко расположенный в доме, в котором с 1923 по 1966 год жил писатель, лауреат Сталинской премии Иван Дмитриевич Василенко. Передан Таганрогскому государственному литературному и историко-архитектурном музею-заповеднику в 1988 году.

### Историческая часть

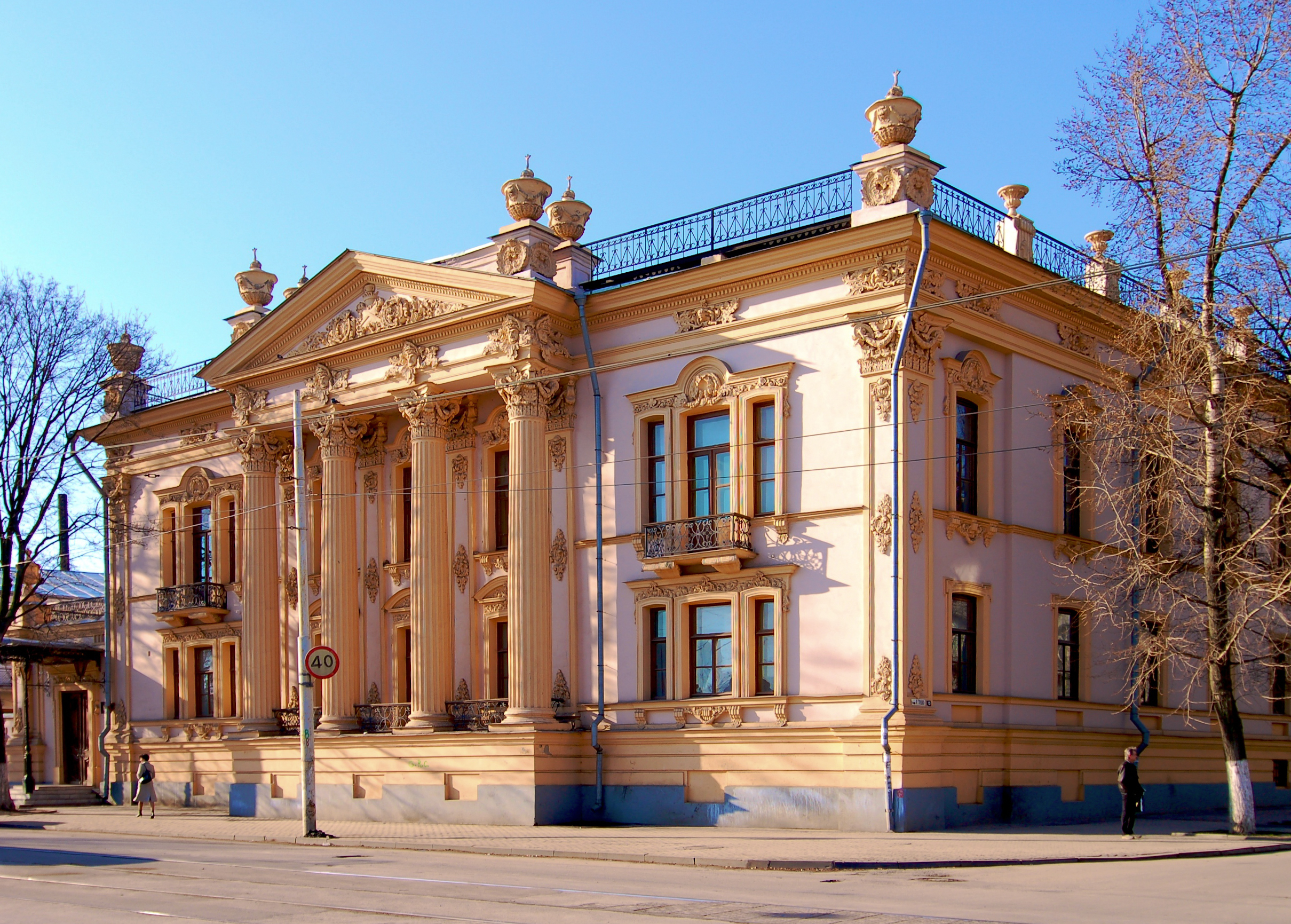
Дворец Алфераки

- Историко-краеведческий музей создан в конце XIX века по инициативе А. П. Чехова. Чехов оказывал музею  материальную помощь, по его просьбе в музей передавались картины известных русских художников. В 1927 году музей переехал в здание дворца Алфераки в городе Таганроге[1]. С 1955 года в помещении кинолекционного зала Таганрогского краеведческого музея работал планетарий, в котором было несколько телескопов.
- Музей А. А. Дурова  посвящён жизни и творчеству известного дрессировщика Анатолия Анатольевича Дурова. А. А. Дуров в 1926 году купил здание, в котором жил до 1940 года. В 1987 году здесь открыта экспозиция, посвящённая Дурову.
- Музей «Градостроительство и быт г. Таганрога» открыт в 1981 году. Расположен в особняке «Дом Шаронова», который Указом Президента Российской Федерации № 176 от 20 февраля 1995 года отнесен к памятникам архитектуры РФ. Здание построено в 1912 году в стиле модерн по проекту академика Ф. О. Шехтеля. Музей ведёт активную выставочную деятельность, размещая в своих залах как произведения местных художников, так и различные передвижные выставки. Среди известных художников, выставлявших в музее свои работы — Юрий Шабельников[2], Александр Кисляков[3], Наталья Дурицкая[4].

Экспонаты Историко-краеведческого музея
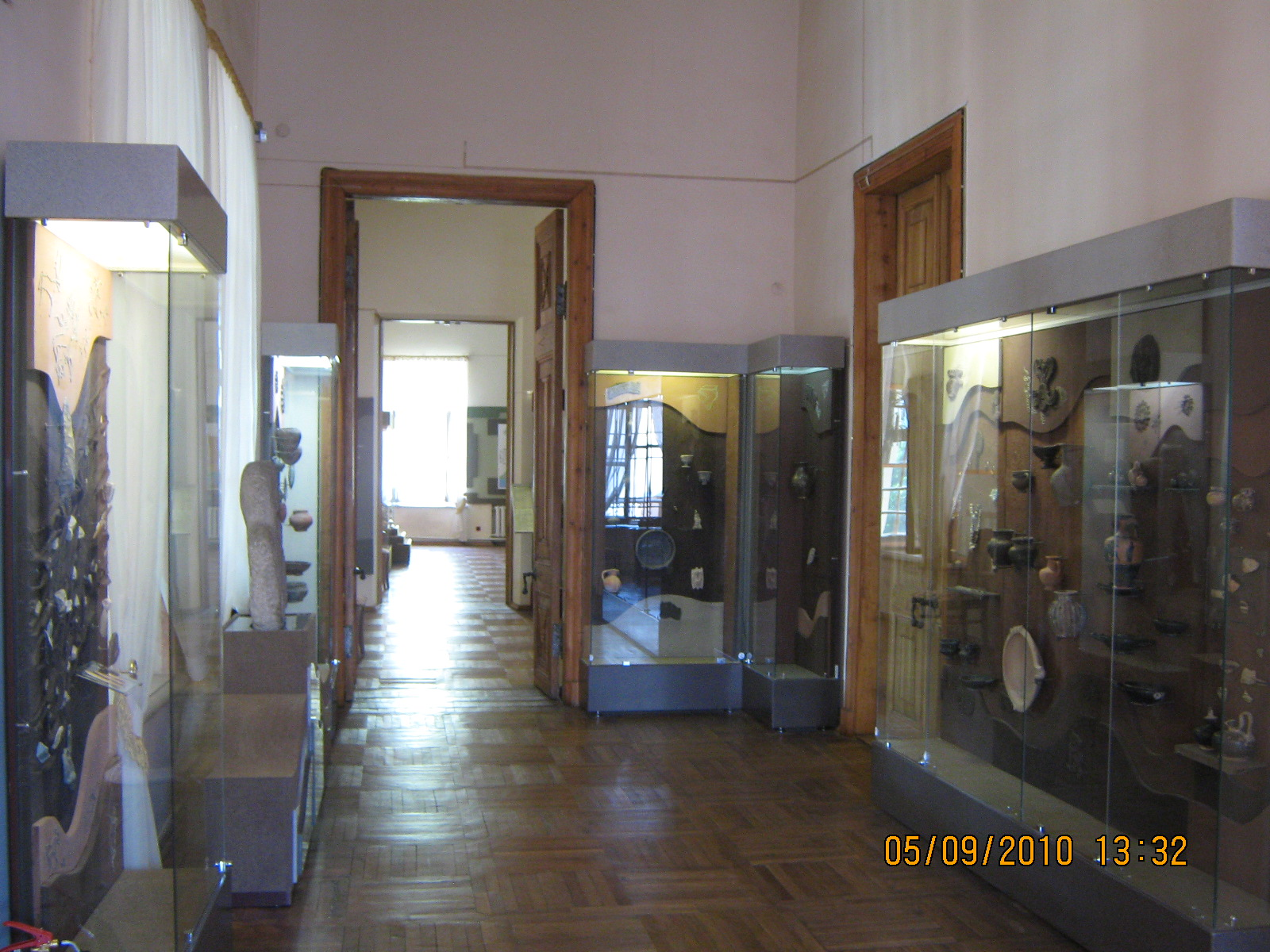
Зал археологии
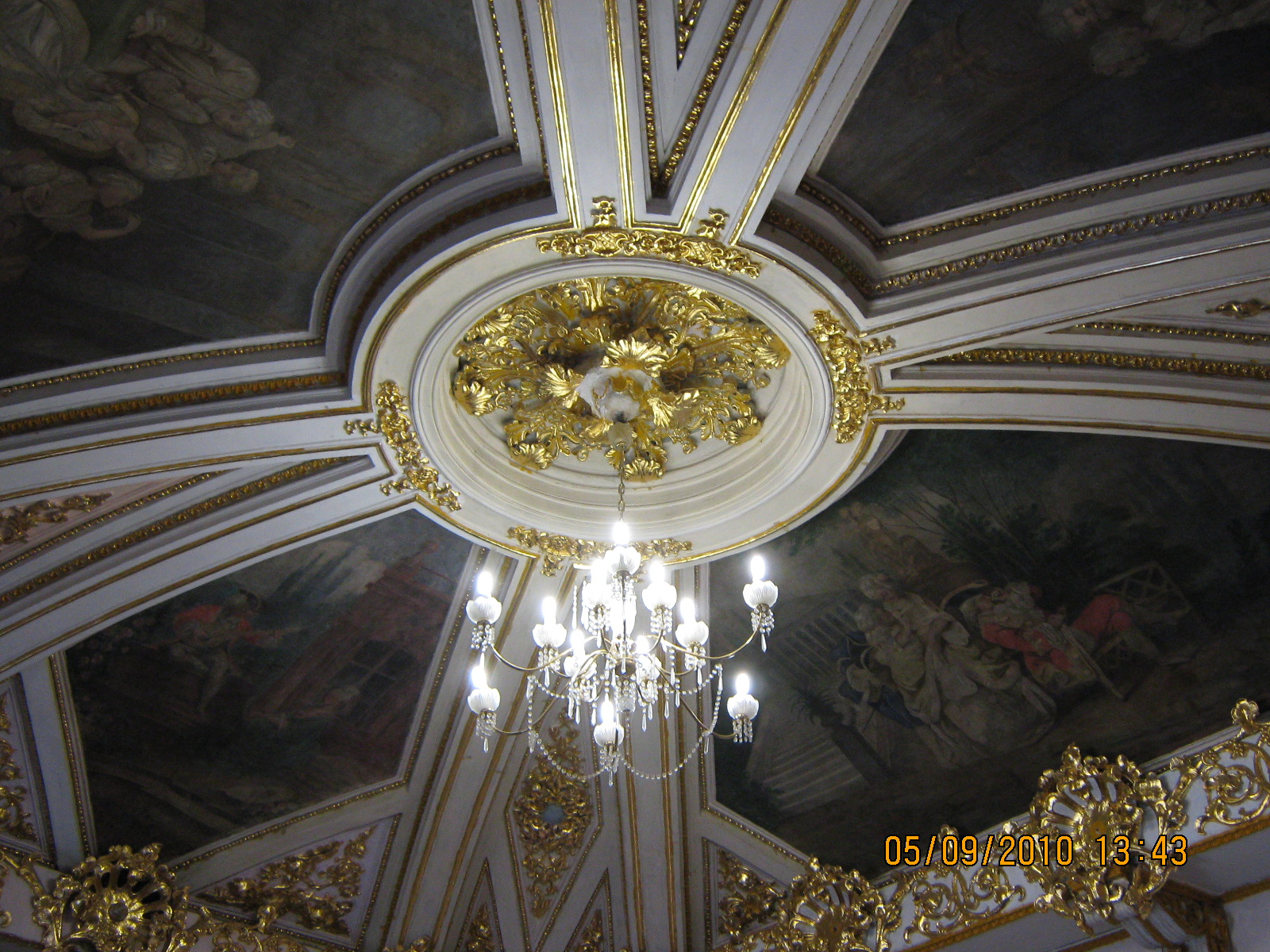
Потолок парадного зала
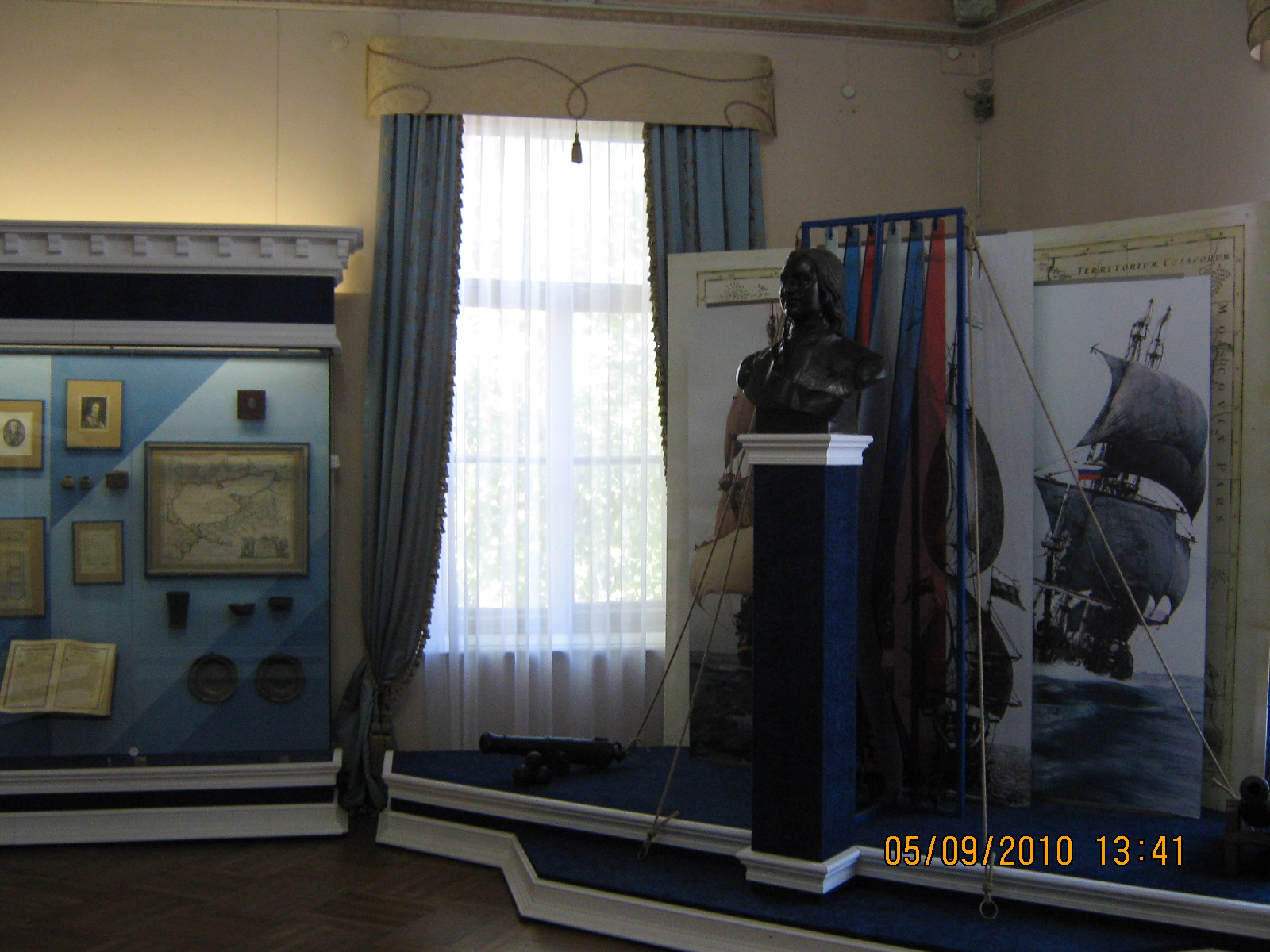
Зал императора Петра I
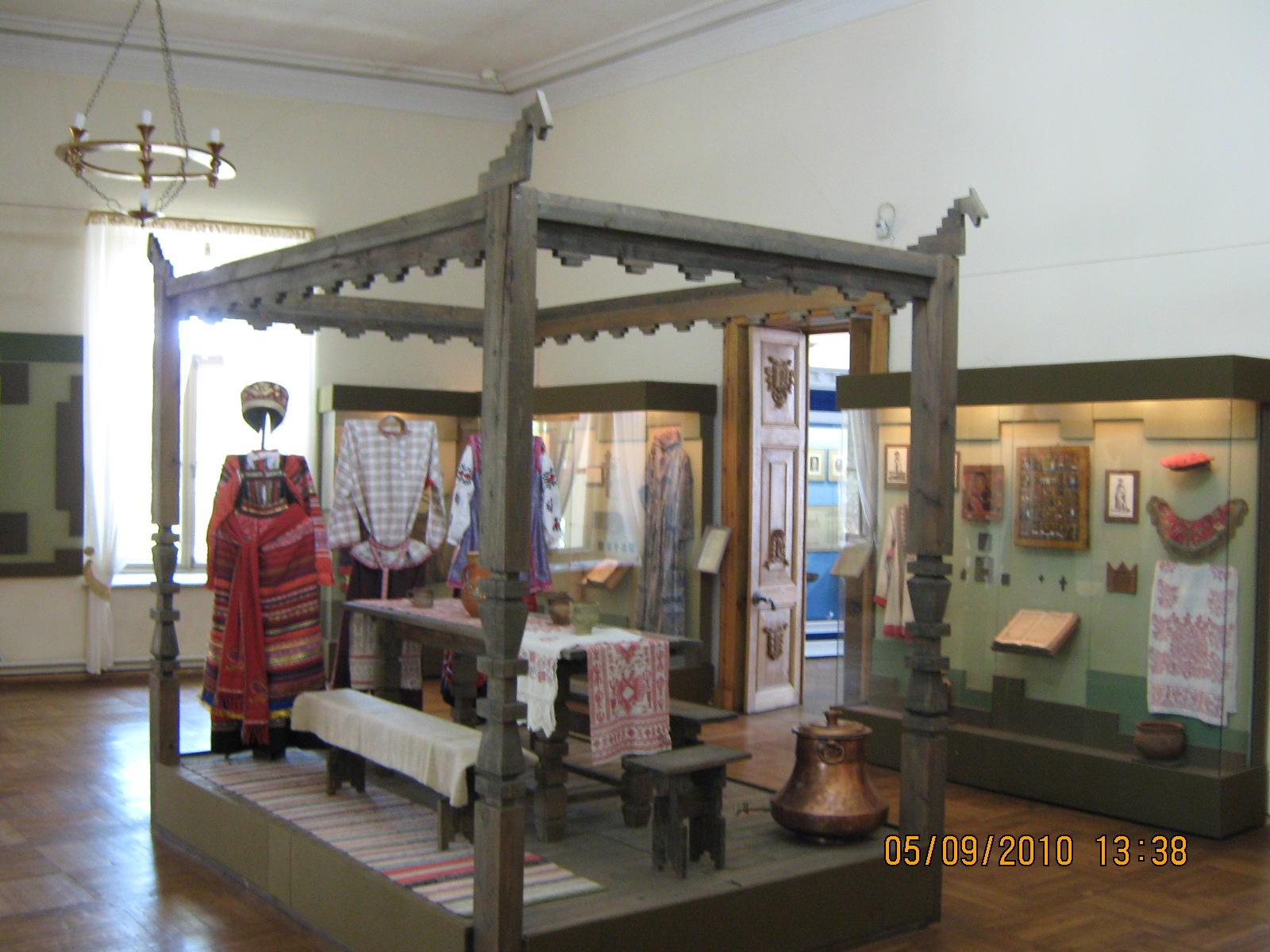
Зал осваивания земель Приазовья
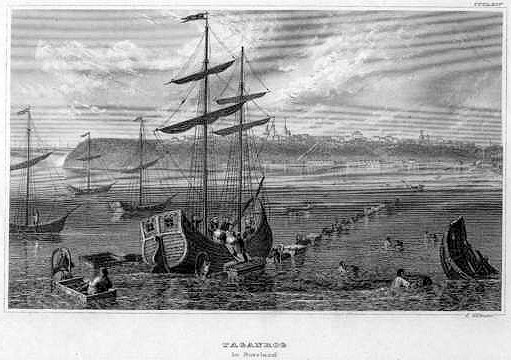
Немецкая литография Таганрог, конец XVIII - начало XIX века